# Жиляев, Константин Павлович
Константин Павлович Жиляев (1923—1977) — младший сержант Рабоче-крестьянской Красной Армии, участник Великой Отечественной войны, Герой Советского Союза (1944).

## Биография
Константин Жиляев родился 21 мая 1923 года в деревне Вырки (ныне — Курский район Курской области). Окончил восемь классов школы, после чего работал десятников на торфоразработках. В марте 1943 года Жиляев был призван на службу в Рабоче-крестьянскую Красную Армию. С того же года — на фронтах Великой Отечественной войны. К декабрю 1943 года младший сержант Константин Жиляев был наводчиком орудия отдельного артиллерийского дивизиона 248-й курсантской стрелковой бригады 60-й армии 1-го Украинского фронта. Отличился во время освобождения Житомирской области Украинской ССР.
6 декабря 1943 года Жиляев в составе своей батареи держал оборону в районе села Фасов Володарско-Волынского района. Когда весь расчёт Жиляева, кроме него самого, выбыл из строя, Жиляев продолжал вести огонь в одиночку, подбив четыре немецких танка.
Указом Президиума Верховного Совета СССР от 1 июля 1944 года младший сержант Константин Жиляев был удостоен высокого звания Героя Советского Союза с вручением ордена Ленина и медали «Золотая Звезда».
В 1945 году Жиляев окончил Рязанское зенитно-пулемётное училище. После окончания войны он был уволен в запас. Проживал в Курске, работал инженером на одном из заводов. Скончался 27 мая 1977 года.
Был также награждён рядом медалей.